# آرامازد زاکاریان
آرامازد آنوشاوانی زاکاریان (ارمنی: Արամազդ Անուշավանի Զաքարյան؛ زادهٔ ۹ فوریهٔ ۱۹۵۷) یک سیاستمدار و کارشناس آموزشی اهل ارمنستان است که از تاریخ ۱۹۹۵ تا تاریخ ۱۹۹۹ سمت نمایندگی دوره اول مجلس ملی جمهوری ارمنستان را برعهده داشت.

## زندگی‌نامه
در ۹ فوریهٔ ۱۹۵۷ در پاراواکار به دنیا آمد و از انستیتو دولتی فرهنگ سلامت و ورزش پرورش اندام ارمنستان (۱۹۷۹) و دانشگاه تارتو فارغ‌التحصیل شد. 